# The Sky Moves Sideways
The Sky Moves Sideways – trzeci album angielskiego zespołu Porcupine Tree wydany w lutym 1995. Ze względu na strukturę często porównywany do albumu Wish You Were Here grupy Pink Floyd (rozbudowany utwór, podzielony na dwie części, umieszczone na początku i końcu albumu). W 2004 została wydana zremasterowana wersja albumu, zawierająca na nowo nagrane przez Gavina Harrisona partie perkusji (wcześniej był to automat perkusyjny i inne elektroniczne instrumenty perkusyjne obsługiwane przez Wilsona).

## Lista utworów

### Wersja europejska
Zawiera utwory:
1. The Sky Moves Sideways (Phase One) – 18:37
2. Dislocated Day – 5:24
3. The Moon Touches Your Shoulder – 5:40
4. Prepare Yourself – 1:58
5. Moonloop – 17:04
6. The Sky Moves Sideways (Phase Two) – 16:46

### Wersja wydana w USA
Zawiera utwory:
The Sky Moves Sideways (Phase One)
1.   The Colour of Air
2.   I Find That I’m Not There
3.   Wire the Drum
4.   Spiral Circus
5.   Stars Die
6.   Moonloop
7.   Dislocated Day
8.  The Moon Touches Your Shoulder
The Sky Moves Sideways Phase Two
9.   Is... Not
10.  Off the Map
Oprócz dodania utworu Stars Die, innej kolejności utworów i usunięcia Prepare Yourself, w wersji tej Moonloop trwa o ponad połowę krócej, niż w wersji europejskiej.

### Wersja 2004
Album zawiera:
CD 1
1. The Sky Moves Sideways (Phase One)  – 18:39
2. Dislocated Day  – 5:24
3. The Moon Touches Your Shoulder  – 5:40
4. Prepare Yourself  – 1:58
5. The Sky Moves Sideways (Phase Two)  – 16:48

CD 2
1. The Sky Moves Sideways (Alternate Version)  – 34:42
2. Stars Die  – 5:01
3. Moonloop (Improvisation)  – 16:18
4. Moonloop (Coda)  – 4:52

Utwór Moonloop w tej wersji zawiera trzy minuty materiału wcześniej nagranego na minialbumie zatytułowanym Moonloop i podzielony jest na dwie części. Jest to jedyna wersja albumu zawierająca zarówno Prepare Yourself, jak i Stars Die.